# 주일몽
주일몽(主日朦, 이용복, 1926년 10월 10일 ~ )은 대한민국의 영화 배우이다. 1952년 연극 배우를 활동을 시작하였고, 분장사, 영화 배우로도 많은 사랑을 받았다.

## 출연

### 영화
- 1996년 《학생부군신위》- 일가붙이 역
- 1994년 《칠삭동이의 설중매》
- 1994년 《해적》- 길만 부 역
- 1990년 《마유미》- 유가족 역
- 1988년 《지리산의 성난 토끼들》
- 1988년 《슈퍼 홍길동》- 길동 부 역
- 1986년 《내시》
- 1986년 《물레방아》
- 1984년 《땡볕》- 어부 역
- 1983년 《이 한몸 돌이 되어》
- 1981년 《괴적괴무》- 뱃사공 역
- 1980년 《땅울림》
- 1980년 《피막》
- 1979년 《무렴오걸》
- 1979년 《을화》
- 1979년 《아리송해》
- 1979년 《수녀》
- 1978년 《꽃신》
- 1978년 《산골 나그네》
- 1978년 《소나기》
- 1977년 《난중일기》
- 1977년 《처녀의 성》
- 1977년 《너는 달 나는 해》
- 1976년 《쾌걸 일지매》
- 1976년 《야성의 숲》
- 1976년 《성춘향전》
- 1976년 《비정지대》
- 1975년 《태백산맥》
- 1975년 《눈물젖은 샌드백》
- 1975년 《초연》
- 1975년 《내시의 아내》
- 1975년 《마지막 포옹》
- 1975년 《10대의 영광》
- 1974년 《아랑낭자전》
- 1974년 《나상》
- 1974년 《삼각의 합정》
- 1974년 《유관순》
- 1974년 《들국화는 피었는데》
- 1973년 《태백산의 결투》
- 1972년 《낭산의 결투》
- 1972년 《효녀심청》
- 1971년 《과객》
- 1970년 《무작정 상경》
- 1970년 《탑골아씨》
- 1970년 《복수의 마검》
- 1970년 《아빠 엄마 오래사세요》
- 1970년 《청춘무정》
- 1969년 《지하실의 7인》
- 1969년 《가슴에 맺힌 눈물》
- 1969년 《춘원 이광수》
- 1969년 《상해 임시정부》
- 1969년 《0시의 부르스》
- 1969년 《꽃네》
- 1969년 《부각하》
- 1969년 《북경열차》
- 1968년 《나그네 황금 108관》
- 1968년 《복수》
- 1968년 《미워하지 않겠다》
- 1968년 《잘돼갑니다》
- 1968년 《화초기생》
- 1968년 《제삼지대》
- 1968년 《영》
- 1968년 《에밀레종》
- 1968년 《풍운》
- 1967년 《성난 송아지》
- 1967년 《황혼의 검객》
- 1967년 《월하의 공동묘지》
- 1966년 《내 주먹을 사라》
- 1966년 《태양은 다시 뜬다》
- 1965년 《상해 오십오번지》
- 1965년 《산천도 울었다》
- 1965년 《활빈당》
- 1961년 《춘향전》

### 분장
- 1977년 《고교결전 자! 지금부터야》

## 수상
- 2001년 38회 대종상 영화제 특별인기상